# Alvin i wiewiórki (film)
Alvin i wiewiórki (ang. Alvin and the Chipmunks, 2007) – amerykański film fabularno-animowany oparty na serialu telewizyjnym z lat sześćdziesiątych, jego kontynuacja Alvin i wiewiórki 2 pojawiła się dwa lata później, trzecia część Alvin i wiewiórki 3 – cztery lata później, natomiast czwarta część Alvin i wiewiórki: Wielka wyprawa swoją premierę miała siedem lat później.
Premiera filmu w polskich kinach odbyła się 11 stycznia 2008 roku z dystrybucją Imperial CinePix. W Polsce wydano go na DVD i Blu-Ray z dystrybucją Imperial.

## O filmie
Alvin, Simon i Teodor to wiewiórki (właściwie to pręgowce – ang. chipmunks), które, jak zwyczajne gryzonie, mieszkają na drzewie. Jednak jest jedna cecha, która rozróżnia je od normalnych zwierząt – potrafią mówić ludzkim głosem. Tymczasem drzewo, na którym mieszkają, zostaje ścięte – i w ten sposób tak trzej bracia trafiają do miasta, gdzie poznają Dave’a – samotnego faceta po trzydziestce, który ledwo wiąże koniec z końcem pisząc i komponując piosenki, które i tak nie są przyjmowane przez szefa wytwórni płytowej – Iana. Kiedy Dave odkrywa wokalne zdolności wiewiórek, te szybko stają się gwiazdami muzyki pop i stają się sławne na cały świat.

### Bohaterowie
- Alvin – lider paczki wiewiórek. Jest, jak to określił Teodor, „macho” i kryje swoje uczucia. Lubi rozrabiać. Nosi czerwony sweter z żółtą literą A, czasem zakłada też czerwoną bejsbolówkę.
- Szymon (ang. Simon) – najbystrzejszy wiewiór z całej paczki. Nieziemsko inteligentny, asertywny i w pewien sposób pociągający. W szkole, w drugiej części filmu, jest brany za kujona i nieudacznika. Jednak czasami udowadnia, że potrafi się postawić swoim lękom. Wysoki, szczupły, błękitnooki, nosi okrągłe okulary i niebieski sweter.
- Teodor (ang. Theodore) – najpulchniejszy z paczki, zabawny i wrażliwy, nosi zielony sweter. Uważa Dave’a za ojca, oraz ciągle gdy ma koszmary wskakuje do jego łóżka.

## Obsada oryginalna
| Rola | Aktor               | Polski dubbing      |
| --- | ------------------- | ------------------- |
| Ludzie |                     |                     |
| Dave Seville | Jason Lee           | Wojciech Paszkowski |
| Ian | David Cross         | Tomasz Bednarek     |
| Claire | Cameron Richardson  | Małgorzata Socha    |
| Wiewiórki |                     |                     |
| Alvin | Justin Long         | Grzegorz Drojewski  |
| Szymon | Matthew Gray Gubler | Artur Pontek        |
| Teodor | Jesse McCartney     | Tomasz Steciuk      |
| Opracowanie i udźwiękowienie wersji polskiej: Studio Sonica Reżyseria: Jerzy Dominik Dialogi: Dariusz Dunowski Kierownictwo muzyczne oraz superwizja tekstów piosenek: Agnieszka Tomicka Dźwięk i montaż: Agnieszka Stankowska, György Fék Kierownictwo produkcji: Aleksandra Dobrowolska Nagrań dokonano w: Studio Mafilm Audio w Budapeszcie W pozostałych rolach: Anna Apostolakis, Katarzyna Łaska, Agnieszka Fajlhauer, Jakub Kamieński, Jarosław Boberek i inni Tekst piosenek: Roman Czerny Piosenki śpiewali: Kuba Badach (główny wokal) oraz Ewa Jach, Agnieszka Tomicka, Anna Sochacka (chórki) |                     |                     |

## Nagrody
- Kids’ Choice Awards 2008: Ulubiony film
- American Music Awards 2008: Najlepsza ścieżka dźwiękowa